# Pemetung Basuki
Pemetung Basuki is een bestuurslaag in het regentschap Ogan Komering Ulu van de provincie Zuid-Sumatra, Indonesië. Pemetung Basuki telt 3184 inwoners (volkstelling 2010).